# Paul Burgess (atleet)
Paul Geoffrey Burgess (Perth, 14 augustus 1979) is een Australisch atleet, die is gespecialiseerd in het polsstokhoogspringen. Driemaal nam hij deel aan de Olympische Spelen, maar bleef medailleloos. Hij werd viermaal Australisch kampioen polsstokhoogspringen. Hij was de dertiende atleet ooit die over zes meter sprong.

## Biografie
Paul Burgess deed in zijn kindertijd vooral aan turnen. Op dertienjarige leeftijd won hij zo een zilveren medaille op de Australische kampioenschappen turnen. Daarna begon hij een loopbaan als polsstokhoogspringer. Op zeventienjarige leeftijd won hij met een sprong van 5,35 m goud op het WK voor junioren in Sydney.
In 1998 eindigde Burgess als tweede op de Gemenebestspelen en won hij brons op het WK voor junioren. In 2000 nam Burgess een eerste keer deel aan de Olympische Spelen in Sydney. Met een beste sprong van 5,55 geraakte hij niet door de kwalificatieronde. Twee jaar later eindigde hij met een sprong van 5,70 als tweede op de Gemenebestspelen.
Bij de wereldkampioenschappen indoor van 2004 sprong Burgess 5,45, wat niet genoeg was voor een kwalificatie voor de finale. Op de Olympische Spelen van 2004 in Athene eindigde hij op een elfde plaats in de finale van het polsstokhoogspringen. Eén jaar later sprong hij in Perth voor het eerst over de magische hoogte van zes meter. Burgess eindigde het seizoen 2006 als tweede op de IAAF-ranking (achter zijn landgenoot Steven Hooker). Dat jaar won hij ook de IAAF wereldatletiekfinale.
Het daaropvolgende jaar was minder succesvol voor Burgess, hij kwam bij de wereldkampioenschappen niet verder dan een negende plek in de kwalificatieronde. In 2008 nam hij een derde keer deel aan de Olympische Spelen: met een sprong van opnieuw 5,55 behaalde Burgess opnieuw niet de finale.

## Titels
- Wereldjeugdkampioen polsstokhoogspringen - 1996
- Australisch kampioen polsstokhoogspringen – 2000, 2002, 2005, 2006

## Persoonlijke records
Outdoor
| Onderdeel            | Prestatie | Datum            | Plaats |
| -------------------- | --------- | ---------------- | ------ |
| polsstokhoogspringen | 6,00 m    | 25 februari 2005 | Perth  |

Indoor
| Onderdeel            | Prestatie | Datum            | Plaats  |
| -------------------- | --------- | ---------------- | ------- |
| polsstokhoogspringen | 5,80 m    | 10 februari 2006 | Donetsk |

## Palmares

### Polsstokhoogspringen
Kampioenschappen
- 1996:  WJK – 5,35 m
- 1998:  Gemenebestspelen – 5,50 m
- 1998: 7e Wereldbeker - 5,20 m
- 1998:  WJK – 5,20 m
- 2002:  Gemenebestspelen – 5,70 m
- 2002: 5e Wereldbeker - 5,20 m
- 2004: 11e OS – 5,55 m
- 2006:  Wereldatletiekfinale - 5,82 m

Golden League-podiumplaatsen
- 2006:  Golden Gala - 5,82 m
- 2006:  Weltklasse Zürich - 5,85 m
- 2006:  ISTAF – 5,91 m